# Sit coronat
El sit coronat (Aimophila ruficeps) és un ocell de la família dels passerèl·lids (Passerellidae). Es troba principalment al sud-oest dels Estats Units i gran part de l'interior de Mèxic, al sud de la serralada transversal i a la costa del Pacífic al sud-oest de la serralada transversal.
Tot i que l'espècie ha estat classificada com a menys preocupant o no amenaçada d'extinció, algunes subespècies estan amenaçades per la destrucció de l'hàbitat i una pot estar extingida.

## Hàbitat i distribució
La distribució és irregular, amb poblacions sovint aïllades les unes de les altres.
Es pot trobar des del nivell del mar fins a la cota de 3.000 m, encara que l'habitual és trobar-lo entre els 900 i 1.800 m.
Habita zones rocoses àrides, zones amb matolls o arbusts dispersos i boscos dels Estats Units i Mèxic, des del centre de Califòrnia, sud-oest d'Utah, nord-oest i centre d'Arizona, centre i nord-est de Nou Mèxic, sud-est de Colorado, nord-oest i centre d'Oklahoma, oest d'Arkansas i nord de Texas, sud de Baixa Califòrnia i més al sud a Oaxaca i sud de Puebla, oest de Veracruz i sud de Tamaulipas.
El sit coronat és una espècie no migratòria, encara que se sap que les subespècies de muntanya baixen a cotes més baixes durant els hiverns severs. Els mascles mantenen i defensen el territori durant tot l'any.
Aquest ocell es troba en boscos d'alzines oberts i zones altes seques amb vegetació herbosa i arbustos. Sovint es troba prop d'afloraments rocosos. L'espècie també es troba a llocs on proliferen els matollars costaners i les zones de chaparral. El sit coronat prospera en zones obertes netejades per la crema.

## Descripció

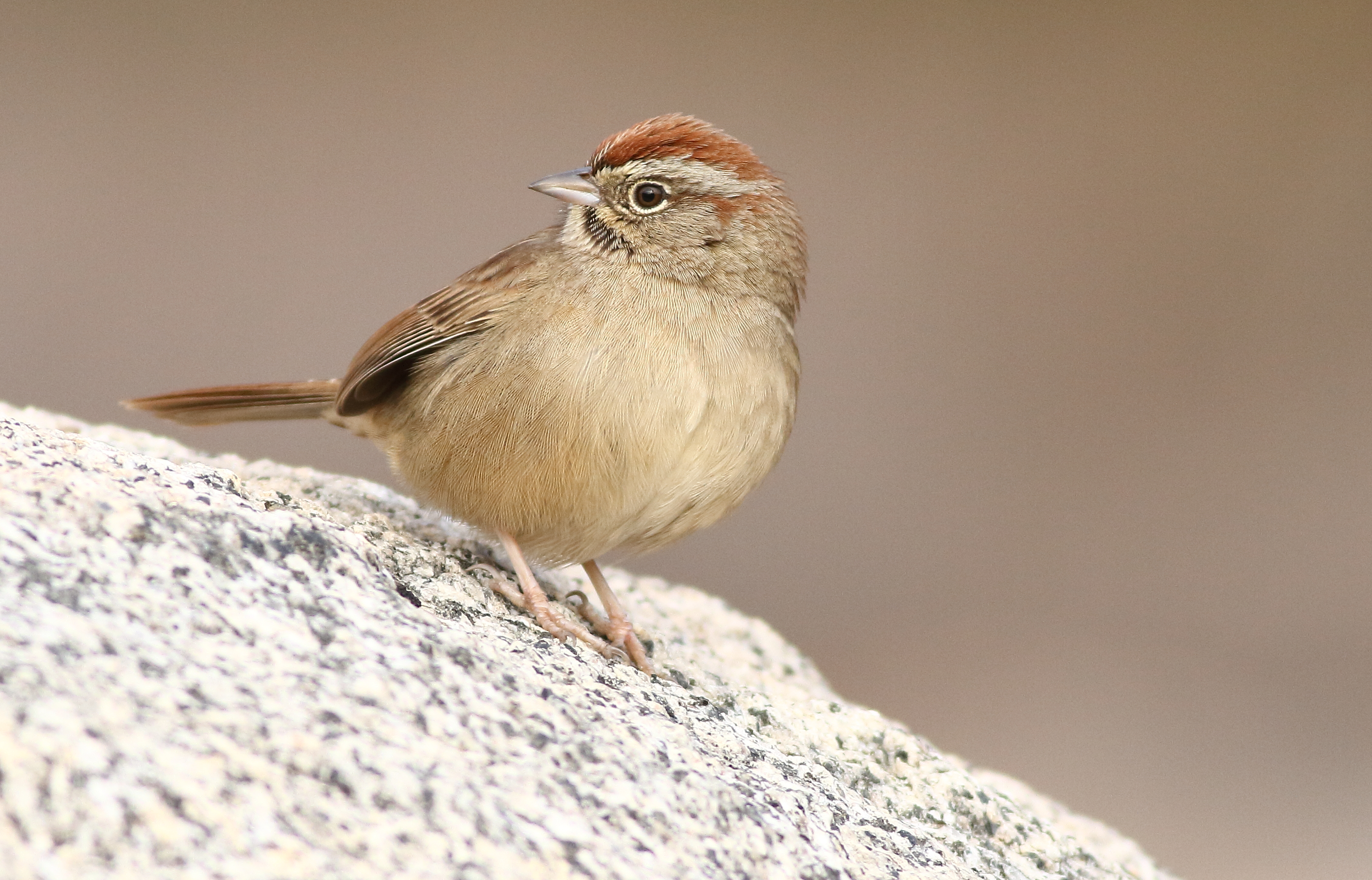
Sit coronat al comtat de Placer, Califòrnia.

El sit coronat és un ocell petit de 13,3 cm de llarg, els mascles tendeixen a ser més grossos que les femelles. Oscil·la entre 15 i 23 g de pes i una mitjana d'uns 19 g. Té el dors marró amb ratlles més fosques i les parts inferiors grises. Les ales són curtes, arrodonides i marrons i no tenen franges a l'ala o una franja de plomes de color contrastant al mig de l'ala. La cua és llarga, marró i arrodonida. La cara i el supercili (la zona per sobre de l'ull) són grisos amb una franja marró o vermellosa que s'estén des de cada ull i una línia negra gruixuda a cada galta. El pili va des del vermellós fins al castany, una característica que li dona el nom comú i algunes subespècies tenen una franja grisa que recorre el centre del pili.
El bec és groc i en forma de con. La gola és blanca amb una franja fosca. Les potes i els peus són de color rosa-gris. Els dos sexes són semblants en aparença, però els joves tenen el pili marró i nombroses franges al pit i als flancs durant la primavera i la tardor.
El cant és una sèrie curta, ràpida de notes com un “chip” que poden accelerar-se prop del final i el reclam inclou un “xur” nasal i un “tsi” prim. Quan és amenaçat o separat de la seva parella, fa una crida “dear-dear-dear”.

## Taxonomia
Aquest ocell pertany a la família Passerellidae, formada pels sits americans. Els sits americans són ocells del Nou Món que s'alimenten de llavors amb becs cònics, plomatge marró o gris i dibuixos distintius al cap. Els ocells del gènere Aimophila tendeixen a ser de mida mitjana, de 13 a 20 cm de llarg, viuen en garrigues àrides, tenen becs i cues llargues en proporció a la mida del cos, així com ales curtes i arrodonides i construeixen nius en forma de copa.
El sit coronat va ser descrit el 1852 per l'ornitòleg nord-americà John Cassin com Ammodramus ruficeps. També s'ha descrit com a pertanyent al gènere Peucaea, que conté diversos ocells del gènere Aimophila que comparteixen característiques, com ara un bec més gros i una taca groga sota el revolt de l'ala que altres membres del gènere no tenen. No obstant això, generalment no es reconeix dividir els ocells Peucaea en un gènere separat. Una anàlisi filogenètica del 2008 del gènere Aimophila el va dividir en quatre gèneres, mantenint-se com el gènere Aimophila el sit coronat i els dos parents més propers, el sit d'Oaxaca i el sit rovellat. A més, aquest estudi va suggerir que el sit coronat podria estar més estretament relacionat amb els towhees marrons del gènere Pipilo que els altres membres del gènere històric Aimophila.
La derivació del nom del gènere actual, Aimophila, prové del grec aimos/ἀιμος, que significa "bosc", i -philos/-φιλος, que significa "estimar".

### Subespècies
Segons l'autoritat taxonòmica que es consulti, es reconeixen fins a disset subespècies, altres autoritats només en reconeixen dotze que són les següents:
- A. r. australis (Nelson, 1897)[5] - es troba al sud de Mèxic des de Guerrero fins al sud de Puebla i Oaxaca.[15] A. r. scottii és semblant en aparença, però aquesta subespècie és més petita i té un bec més curt.[15]
- A. r. boucardi (Sclater, 1867)[5] - es troba a l'est de Mèxic des del sud de Coahuila fins a l'estat de San Luis Potosí, al nord de Puebla i al sud d'Oaxaca.[15] Aquesta subespècie és més fosca que A. r. eremoeca i té vetes de color marró apagat, no rossec, al pit.[15]
- A. r. canescens (Tood,1922)[5] - es troba al sud-oest de Califòrnia i al nord-est de Baixa Califòrnia fins a la base de la Sierra de San Pedro Mártir.[15] Tot i que l'espècie en si és de menor preocupació, aquesta subespècie està catalogada com una "espècie de preocupació especial" pel Departament de Peixos i Vida Silvestre de Califòrnia, la qual cosa significa que aquesta població està amenaçada d'extinció.[2] Sembla ser extremadament semblant a A. r. ruficeps però és més fosc.[3]
- A. r. eremoeca (Brown, 1882)[5] - es troba des del sud-est de Colorado fins a Nou Mèxic, Texas, el nord de Chihuahua i el centre de Coahuila.[15] Té les parts superiors grisenques i el pit fosc.[15]
- A. r. fusca (Nelson,1897)[5] - es troba a l'oest de Mèxic des del sud de Nayarit fins al sud-oest de Jalisco, el nord de Colima i Michoacán.[15] És més fosc i més vermellós a les parts superiors que A. r. australis. També té el pili vermellós més fosc i no mostra una franja grisa al mig.[15]
- A. r. obscura (Dickey & van Rossem,1923)[5] es troba a les illes del Canal de Califòrnia a Santa Cruz, Anacapa i anteriorment a Santa Catalina.[2][15] Tot i que la població de Santa Catalina no s'ha observat des de 1863, la subespècie sembla haver colonitzat l'illa d'Anacapa.[2] No existeixen registres abans de 1940.[16] Aquesta subespècie és semblant a A. r. canescens però és més fosc.[3]
- A. r. ruficeps (Cassin, 1852)[5] - es troba a les serres costaneres de Califòrnia i als vessants occidentals de Sierra Nevada.[15] Aquesta subespècie és més fosca i notablement més petita que A. r. eremoeca i té diferents ratlles de color marró vermellós a les parts superiors.[3]
- A. r. rupicola (van Rossem,1946)[5] - es troba a les muntanyes del sud-oest d'Arizona.[15] És semblant en aparença a A. r. scottii però és més fosc i gris a l'esquena.[3] Aquesta subespècie no està reconeguda ni per l'ITIS ni per l'IOC World Bird List.[10][13]
- A. r. sanctorum (van Rossem,1947)[5] - es va trobar a les illes de Todos Santos davant de la costa del nord-oest de Baixa Califòrnia.[15][17] Es creu que aquesta subespècie està extinta.[18][2] Aquesta és la més fosca de les subespècies costaneres, especialment el ventre.[3]
- A. r. scottii (Sennett,1888)[5] - es troba des del nord d'Arizona fins a Nou Mèxic al sud fins al nord-est de Sonora i el nord-oest de Coahuila.[15] Sembla ser un gris més fosc que A. r. eremoeca i té ratlles vermelloses més estretes i fosques al pit.[3]
- A. r. simulans (van Rossem,1934)[5] - es troba al nord-oest de Mèxic des del sud-est de Sonora i el sud-oest de Chihuahua fins a Nayarit i el nord de Jalisco.[15] Té una coloració més vermellosa a l'esquena i és més pàl·lida a la part inferior que A. r. scottii.[3]
- A. r. sororia (Ridgway,1898)[5] - es troba a les muntanyes del sud de Baixa Califòrnia, concretament a la Sierra de la Laguna.[15] És la més pàl·lida de les subespècies costaneres.[3]

Les altres sis subespècies que es reconeixen ocasionalment són:
- A. r. duponti (Hubbard, 1975) - àrea de Ciutat de Mèxic.
- A. r. extima (Phillips, 1966) - Guerrero i al sud de Puebla fisna al sud d'Oaxaca (sud-oest de Mèxic).
- A. r. laybournae (Hubbard, 1975) - de Veracruz a Oaxaca (centre sud de Mèxic).
- A. r. pallidissima (Phillips, 1966) - nord-est de Mèxic
- A. r. phillipsi (Hubbard & Crossin, 1974) - sud-est deSinaloa (centre oest Mèxic).
- A. r. suttoni (Hubbard, 1975) - des de l'est de Nayarit al nord-oest de Jalisco i sud de Colima (oest de Mèxic).

## Ecologia i comportament

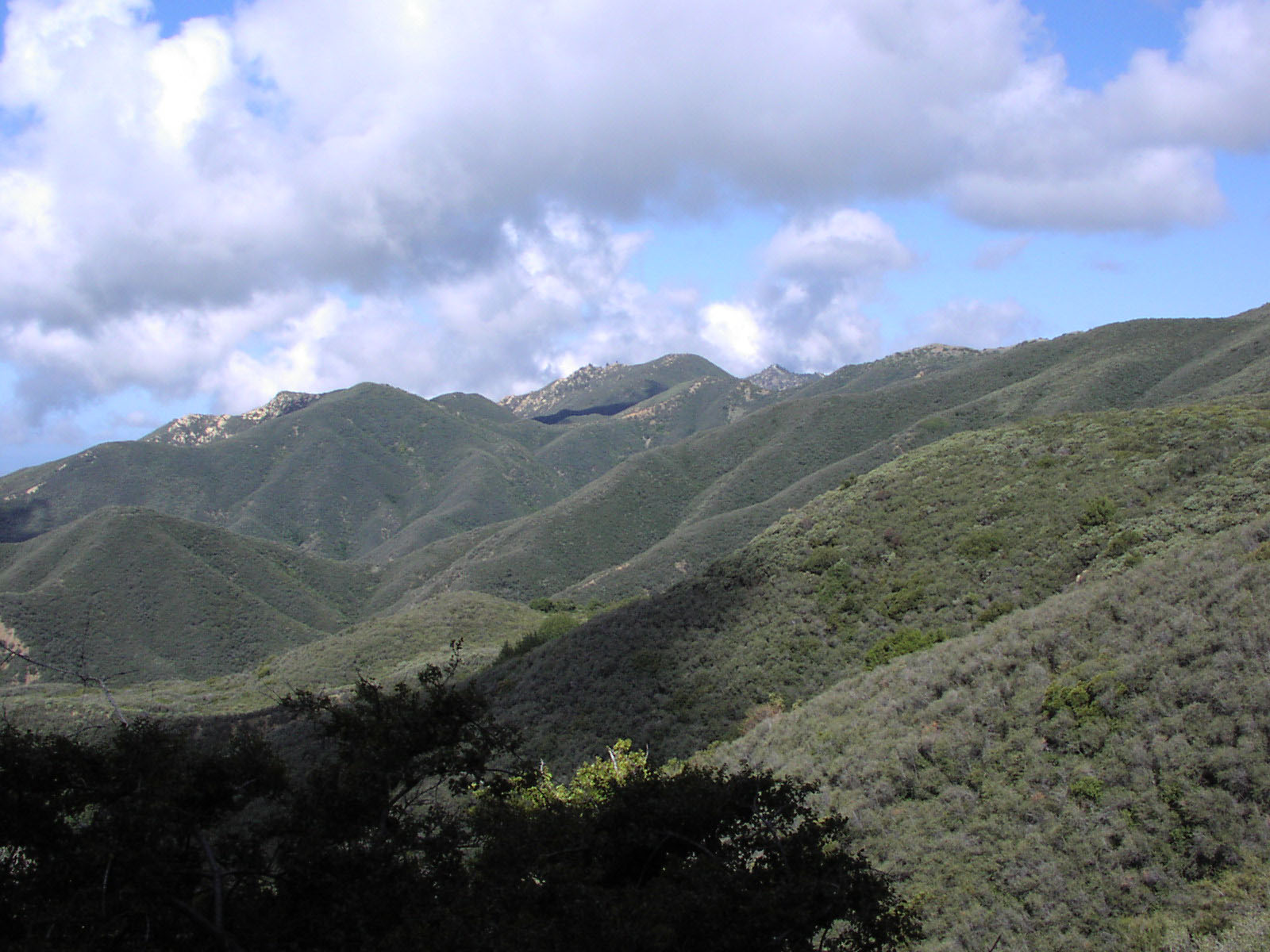
Hàbitat de nidificació de Chaparral a Califòrnia,

La mida mitjana del territori del sit coronat oscil·la entre les 0,8 i 1,6 ha. La densitat de territoris varia segons l'hàbitat, incloent de 2,5 a 5,8 territoris per 40 ha de chaparral cremat de tres a cinc anys a 3,9 a 6,9 territoris per a la mateixa quantitat de matolls costaners. Una parella tendeix a tenir el suport d'un territori, tot i que s'han vist ocells sense parella compartint territori amb una parella aparellada.
Aquest ocell no és àgil vol i per això córre i salta per moure's. El sit coronat de vegades s'alimenta per parelles durant l'època de reproducció i en estols de mida semblant a finals d'estiu i principis de tardor. Durant l'hivern es poden trobar ocasionalment en grups solts d'espècies mixtes que cerquen menjar.
Els depredadors del sit coronat adult inclouen gats domèstics i petits rapinyaires com l'astor de Cooper i l'esparver americà, el xoriguer americà i l'elani cuablanc. Els nius poden ser atacats per una varietat d'espècies, com ara mamífers i rèptils com les serps, encara que la depredació dels nius encara no s'ha observat directament, i s'han observat sits coronat nidificants utilitzant tres tipus de reaccions per distreure els possibles depredadors; la fugida com a rates (“rodent-run”), l'ala trencada i la caiguda de l'arbust:
- Els ocells adopten la fugida per distreure els depredadors. Acoten el cap, el coll i la cua, eixamplen les ales i enfonsen les plomes mentre l'ocell corre ràpidament i fa una crida d'alarma contínua.[21][22]
- A la reacció de l'ala trencada, el sit imita tenir una ala trencada arrossegant-la per terra i allunyant-se del niu amb l'altra ala, fins que l'ocell cessa l'acció i s'escapa del depredador.[23]
- La caiguda de l'arbust consisteix en distreure l'atenció del depredador en vers el niu i es deixa caure des de la part superior d'un arbust i així atreure el depredador cap a si mateix.[24]

L'esperança de vida més llarga registrada per a un sit coronat és de tres anys i dos mesos. Se sap que dues espècies de paparres, Amblyomma americanum i Ixodes pacificus, parasiten el sit coronat.

### Dieta

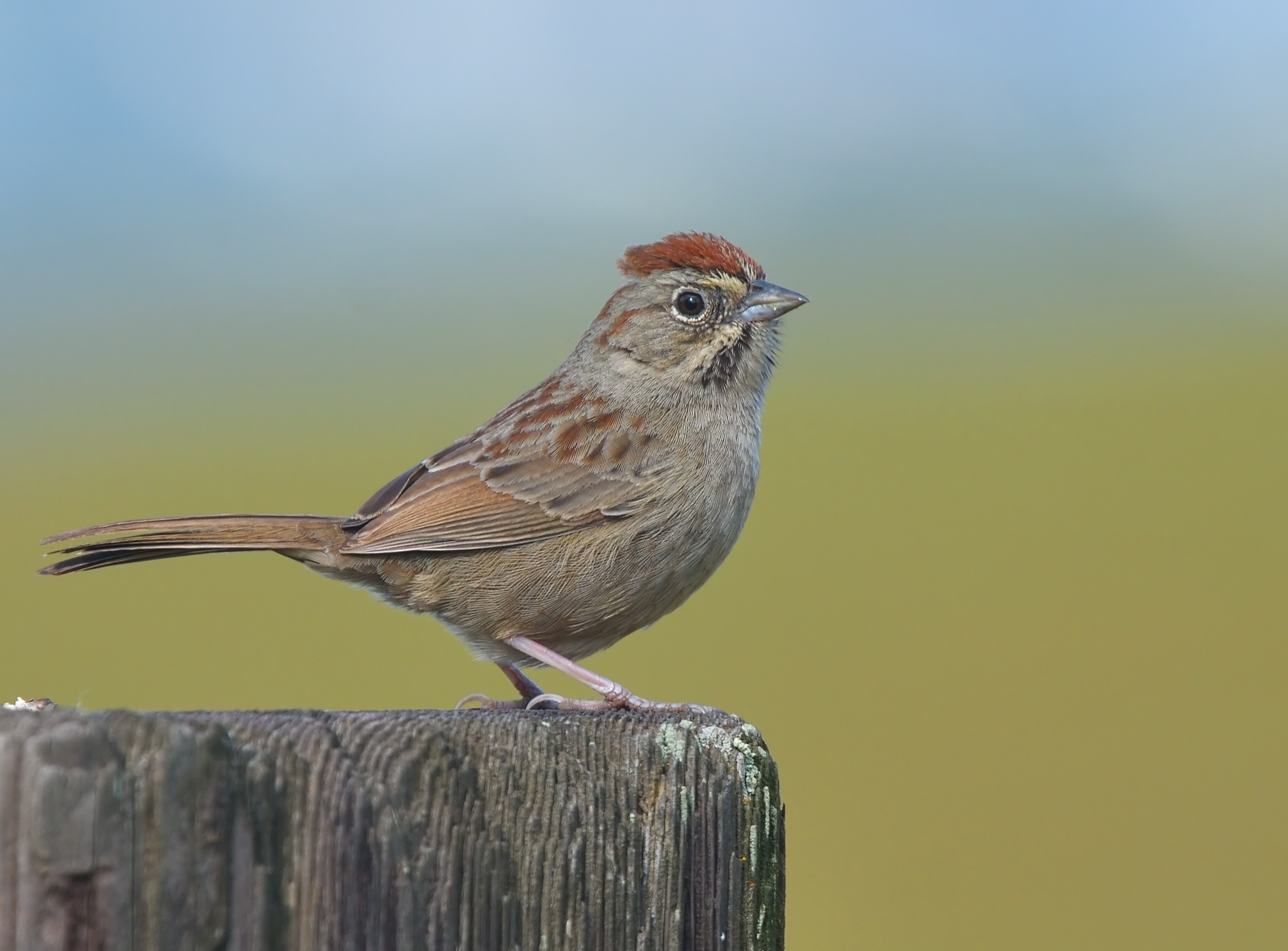
Sit coronat a Mill Creek Rd, Fremont California.

S'alimenta principalment de petites llavors d'herba i herba, tiges d'herba fresca i brots de plantes tendres durant la tardor i l'hivern. Durant aquestes temporades, insectes com ara formigues, llagostes, escarabats i cocoïdeus, així com les aranyes, formen una petita part de la dieta. A la primavera i l'estiu, la dieta de l'ocell inclou una major quantitat i varietat d'insectes.
El sit coronat s'alimenta lentament al terra o prop del terra caminant o saltant sota arbustos o herbes denses. Tot i que ocasionalment s'alimenta a zones amb males herbes, gairebé mai s'observa alimentant-se a l'aire lliure. Ocasionalment s'ha observat alimentant-se en branques i arbustos baixos. Durant l'època de reproducció, agafa el menjar de les herbes i els arbustos baixos. Tanmateix, normalment l'espècie obté l'aliment picotejant o menys freqüentment rascant la fullaraca. Aquest ocell tendeix a alimentar-se en petits grups familiars i en una àrea limitada.
Es desconeix si aquesta espècie obté tota l'aigua que necessita del menjar o si també ha de beure; tanmateix, s'ha observat tant bevent com banyant-se en tolls d'aigua després de les tempestes de pluja.

### Reproducció
El sit coronat es reprodueix en matolls amb poca vegetació. Els mascles atreuen una parella cantant des de posicions regulars a la vora dels seus territoris durant tota la temporada de reproducció. Aquests ocells són monògams, només tenen una parella alhora i sovint les parelles romanen juntes durant diversos anys. Si els mascles cantants entren en contacte els uns amb els altres, inicialment poden aixecar les corones i mirar a terra per mostrar aquesta característica; si això no aconsegueix que l'altre ocell se'n vagi, s'endureixen el cos, abaixen les ales, aixequen la cua i treuen el cap cap a fora. Els mascles conserven el territori durant tot l'any.
Tot i que no se sap exactament quan comença l'època de reproducció, el primer que s'ha observat un sit portant material de nidificació va ser el 2 de març al sud de Califòrnia. L'ocell femella construeix un niu de copa oberta de parets gruixudes i voluminoses normalment a terra, encara que ocasionalment en un arbust no gaire alt, de fins a 50 cm per sobre d'ell, a partir d'herbes seques i arrels, de vegades amb tires d'escorça i branquetes petites i tiges de males herbes. Els nius estan ben amagats, ja que es construeixen prop d'arbustos o herbes altes o sobre roques amb vegetació oculta. Una vegada que un pardal tria un lloc de nidificació, tendeix a tornar-hi durant molts anys. Pon entre dos i cinc ous alhora i normalment només té una cria a l'any, encara que s'ha observat que alguns ocells de Califòrnia fan dues o fins i tot tres cries a l'any. En cas de fallida de la nidificació, poden refer el niu. Els ous són d'un color blanc blavós pàl·lid sense marcar. Molt ocasionalment s'ha observat que el sit coronat parasiti les cries del vaquer capbrú.
La incubació dels ous dura d'11 a 13 dies i la realitza únicament la femella. Les cries estàn nues i les plomes no comencen a aparèixer fins al tercer dia. Només les femelles crien els cries, encara que ambdós pares poden portar insectes sencers a les cries. Quan un sit coronat abandona el niu al cap de vuit o nou dies, encara és incapaç de volar, tot i que pot córrer pel sotabosc; durant aquest temps encara és alimentat pels pares. Els joves tendeixen a abandonar el territori dels progenitors i traslladar-se a l'hàbitat adjacent a la tardor o a principis d'hivern. L'èxit reproductiu varia molt amb les precipitacions anuals i és més alt durant els anys humits d'El Niño, ja que el clima fresc i plujós redueix l'activitat de les serps, el principal depredador dels nius del sit.

### Conservació
BirdLife International considera el sit coronat com una espècie de risc mínim, o no amenaçada d'extinció, a causa del gran abast geogràfic que és d'uns 1.200.000 km², una població estimada de 2,4 milions d'individus i la manca d'un 30% de disminució de la població durant els darrers deu anys. En anys sense pluges suficients, molts ocells no es reprodueixen i els que sí, produeixen menys descendència. Algunes de les poblacions locals d'aquest ocell estan amenaçades i estan disminuint en nombre. La subespècie i les poblacions insulars han disminuït en alguns casos: A. r. sanctorum de les illes de Todos Santos es creu que s'han extingit i les poblacions de l'illa de Santa Catalina i les illes de San Martín de Baixa Califòrnia no s'han observat des de principis del segle xx. Les poblacions de l'espècie al sud de Califòrnia també són cada cop més restringides a causa de la urbanització i el desenvolupament agrícola de la regió. A més, se sap que ha estat enverinat pel rodenticida warfarina, encara que es necessiten més investigacions per determinar els efectes dels pesticides sobre el sit coronat.